# Peter Tscherkassky
Peter Otto Emile Tscherkassky (Vienna, 3 ottobre 1958) è un regista austriaco.

## Biografia
Peter Tscherkassky è un cineasta d'avanguardia austriaco. Tra il 1977 e i 1979 studia giornalismo e scienze politiche all'Università di Vienna, scoprendo il cinema sperimentale attraverso le conferenze di P. Adams Sitney al Museo del cinema austriaco. Sarà lui la prima rivelazione che lo spingerà verso il cinema sperimentale. Nel 1979 acquista la prima cinepresa Super 8, con cui inizia a girare film.
I suoi due film più noti, Outer Space et Dream Work, sono dei found footage film e sono realizzati con le immagini del film dell'orrore Entity di Sidney J. Furie.

## Filmografia
- Kreuzritter, Super 8, 15', colori, sonoro (1979-80)
- Portrait, Super 8, 12', colori, sonoro (1980)
- Rauchopfer, Super 8, 20', colori, sonoro (1981)
- Aderlass, 16 mm (S 8 blow up), 11', colori, sonoro (1981)
- Erotique, 16 mm (S 8 blow up), 2', colori & b&n, sonoro (1982)
- Liebesfilm, 16 mm (S 8 blow up), 8', b&n, muto (1982)
- Sechs ueber Eins, Super 8, 3', b&n, muto (1982)
- Ballett Nº3, 16 mm, 7', b&n, sonoro (1982)
- Freeze Frame, 16 mm (S 8 blow up), 10', colori & b&n, sonoro (1983)
- Urlaubsfilm, 16 mm (S 8 blow up), 9', colori & b&n, sonoro (1983)
- Partita, Super 8, 10', colori & b&n, muto (perso) (1983)
- Miniaturen – viele Berliner Kuenstler in Hoisdorf, Super 8, 17', colori & b&n, sonoro (1983)
- Ballett 16, Super 8, 4', b&n, muto (1984)
- Motion Picture (La Sortie des Ouvriers de l'Usine Lumière à Lyon), 16 mm, 3', b&n, muto (1984)
- Manufraktur, 35 mm, 3', b&n, sonoro (1985)
- kelimba, 16 mm (S 8 blow up), 10', colori & b&n, sonoro (1986)
- Shot-Countershot, 16 mm (S 8 blow up), 22 s, b&n, muto (1987)
- Daniel Paul Schrebers Stimmvisionen et Schizo-Schreber (per la trilogia di Ernst Schmidt jr., Denkwuerdigkeiten eines Nervenkranken, parte 1+2), 16 mm (S 8 blow up), 2x4', colori & b&n (1987, 1988)
- Brehms tierisches Leben, Super 8, 12', colori & b&n, sonoro (1988)
- Tabula rasa, 16 mm (S 8 blow up), 17', colori & b&n, sonoro (1987-1989)
- A jour, Super 8, 20', colori, sonoro (1988-1989)
- Parallel Space: Inter-View, 16 mm, 18', b&n, sonoro (1992)
- Denkwuerdigkeiten eines Nervenkranken, parte 3, compilation (Ernst Schmidt jr., postumo), 16 mm, 30', colori & b&n, sonoro (1993)
- Happy-End, 35 mm (S 8 blow up), 11', colori & b&n, sonoro (1996)
- L'Arrivée, 35 mm/CinemaScope, 2', b&n, sonoro (1997-1998)
- Outer Space, 35 mm/CinemaScope, 10', b&n, sonoro (1999)
- Get Ready (film-annuncio per la Viennale '99), 35 mm/CinemaScope, 1', b&n, sonoro (1999)
- Dream Work, (con la dedica: in appreciation of the cinematic art of Man Ray), 11',b&n, sonoro (2001)
- Instructions for a light & sound machine, 35 mm/CinemaScope, 17',b&n, sonoro (2005)
- Bagatelle (Zur Nacht) (n corso di realizzazione), 35 mm/CinemaScope, b&n, sonoro